# Les Issambres

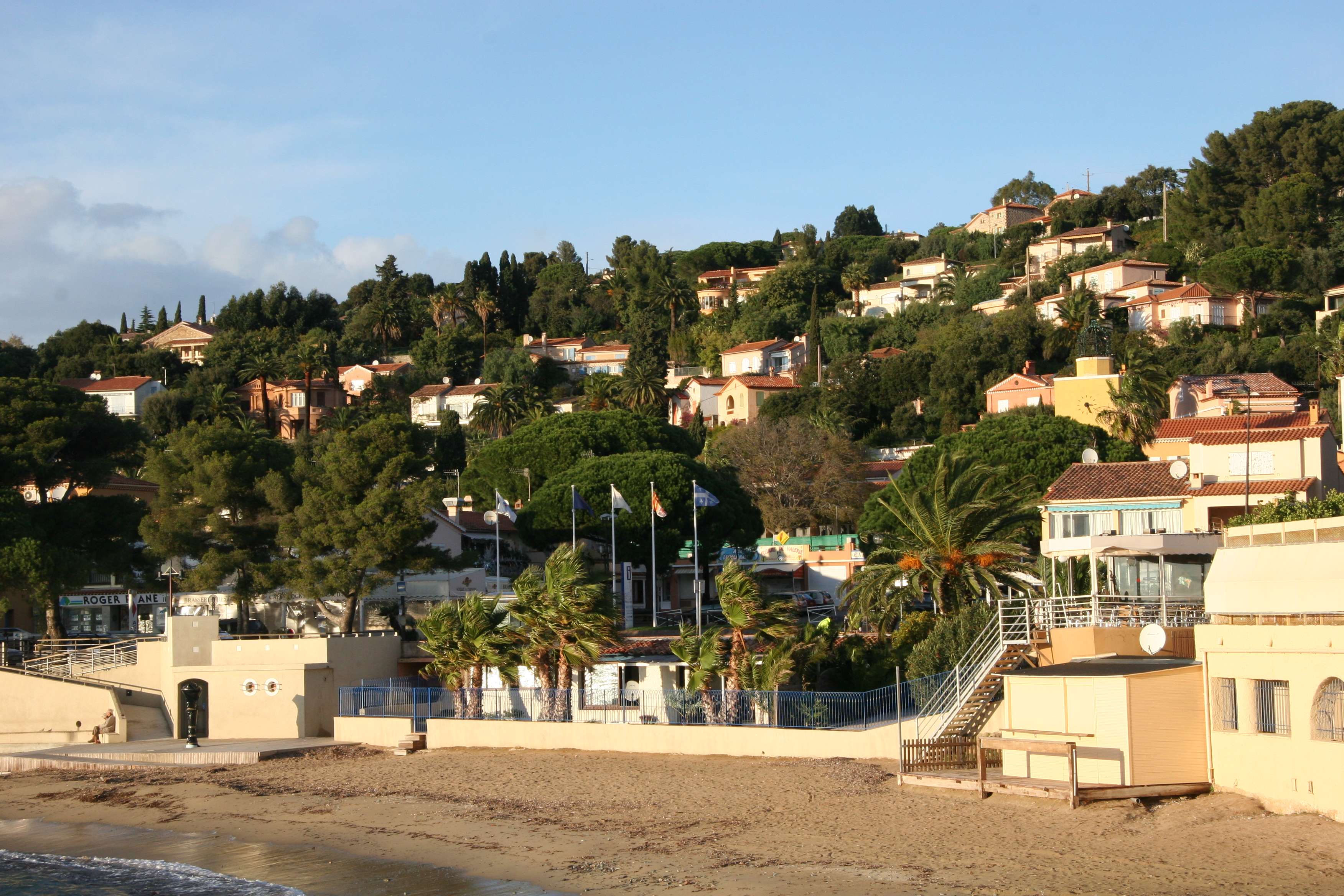
Les Issambres, strandremsan i San Peïre.

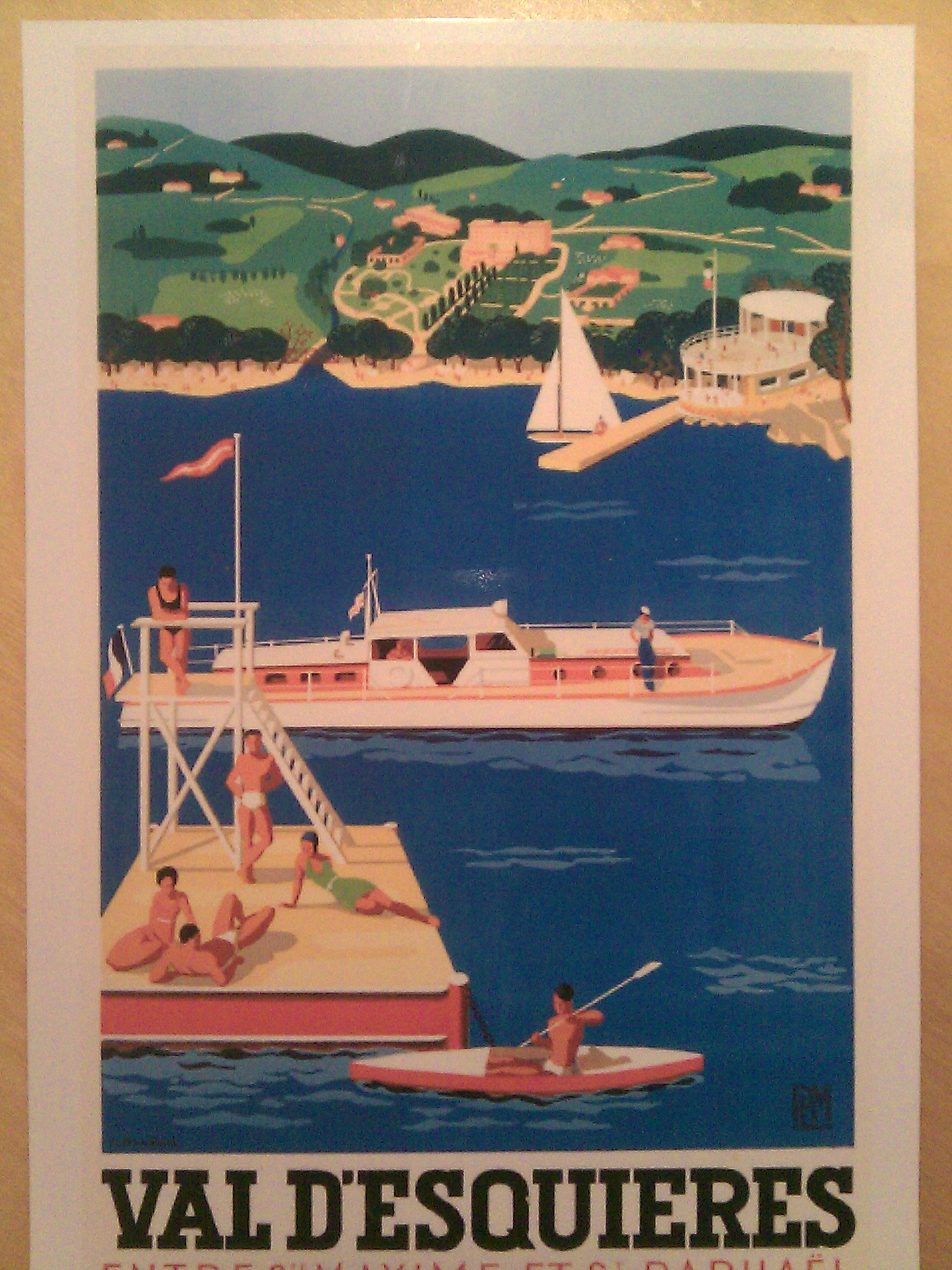
Turistaffisch från 30-talet. Seglarcentrum i förgrunden och det stora Hotellet "La Résidence" i bakgrunden

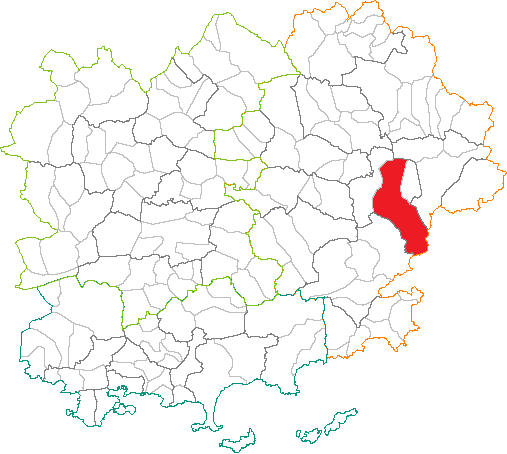
Kommunen Roquebrune-sur-Argens (rött) i departementet Var

Les Issambres är ett strandområde på Franska rivieran, beläget mellan Sainte Maxime och Fréjus i departementet Var i Provence. Det ligger i kommunen Roquebrune-sur-Argens. Les Issambres sträcker sig längs en 8 km strandlinje med vikar, klippor och sandstränder. Utvecklingen mot en semesterdestination inleddes på 1930-talet med anläggningen av Hotel La Résidence (nu kallat Hotel Club Vacanciel des Issambres) ovanför stranden La Garonette. Klart synligt från havet ligger hotellet i dalen Val d 'Esquieres som Les Issambres delar med kommunen Sainte Maxime. Österut på stranden finns ett seglarcentrum med båtuthyrning och en seglarskola, en skyddad båthamn med marina affärer, dykcenter och restauranger. Det finns en färja Les Bateaux Verts som går till Sainte Maxime hamn, till Saint Tropez till Port-Cros Porquerolles.
Den 15 augusti 1944, var stränderna i Saint Tropez, Sainte Maxime och Les Issambres i centrum för Operation Dragoon, invasionen och befrielsen av södra Frankrike under andra världskriget. USA Delta Force 93 Evac landsteg här. Precis vid ingången till stranden La Garonette finns ett minnesmärke av landstigningen som hedrar de amerikanska trupperna. Seglarcentrumet heter La Batterie eftersom det var platsen för ett tyskt artilleribatteri.
Strax österut ligger byn San-Peïre sur mer som har vuxit gradvis efter andra världskriget. Byn är Les Issambres centrum med affärer, restauranger, hotell, strandpromenad, egen sandstrand i byn och ett torg med butiker, post, turistbyrå och en utomhusmarknad på måndagar. Längre österut finns en slingrande kuststräcka med vikar, klippor och "calanques" (en vik som upplevs som en djup "skåra" i naturen). Det finns många naturstigar längs kustlinjen, bland annat en som leder till en 2000 år gammal romersk fiskdamm. Många villor klättrar uppför berget och kullarna. Nästan alla byggnader, inklusive hotell, håller en låg profil.[källa behövs]